# Skeleton-Juniorenweltmeisterschaft 2018
Die Skeleton-Juniorenweltmeisterschaft 2018 war die 16. Austragung der Skeleton-Juniorenweltmeisterschaft und fand zwischen den 23. Januar und dem 25. Januar 2018, gemeinsam mit der Bob-Juniorenweltmeisterschaft 2019, auf dem Olympia Bob Run St. Moritz–Celerina in St. Moritz statt. Während bei den Frauen die deutsche Skeletonpilotin Anna Fernstädt ihren ersten Junioren-Weltmeistertitel gewann, sicherte sich bei den Männern der Russe Nikita Tregubow seinen insgesamt vierten Junioren-Weltmeistertitel.

## Teilnehmende Nationen
| Europa (15 Nationen) |                                                                                      |
| --- | ------------------------------------------------------------------------------------ |
| \| - Belgien - Deutschland - Frankreich - Italien - Lettland - Niederlande - Norwegen - Österreich \| - Polen - Rumänien - Russland - Schweiz - Spanien - Ukraine - Vereinigtes Königreich \| |                                                                                      |
| Amerika (1 Nation) |                                                                                      |
| - Kanada |                                                                                      |
| Asien (2 Nationen) |                                                                                      |
| - Volksrepublik China - Japan |                                                                                      |
| - Belgien - Deutschland - Frankreich - Italien - Lettland - Niederlande - Norwegen - Österreich                                                                                               | - Polen - Rumänien - Russland - Schweiz - Spanien - Ukraine - Vereinigtes Königreich |

## Medaillenspiegel
| Platz | Land        |   |   |   |   |
| ----- | ----------- | - | - | - | - |
| 1     | Russland    | 1 | 2 | – | 3 |
| 2     | Deutschland | 1 | – | 2 | 3 |
| Total | Total       | 2 | 2 | 2 | 6 |

## Medaillengewinner
| Wettbewerb | Gold            | Gold        | Silber                 | Silber      | Bronze          | Bronze      |
| Wettbewerb | Sportler        | Leistung    | Sportler               | Leistung    | Sportler        | Leistung    |
| ---------- | --------------- | ----------- | ---------------------- | ----------- | --------------- | ----------- |
| Frauen     | Anna Fernstädt  | 2:20,07 min | Julija Kanakina        | 2:20,88 min | Susanne Kreher  | 2:21,08 min |
| Männer     | Nikita Tregubow | 2:16,36 min | Wladislaw Martschenkow | 2:17,29 min | Felix Keisinger | 2:17,46 min |